# Crépy (Aisne)
Crépy (früher Crépy-en-Laonnois) ist eine französische Gemeinde mit 1.807 Einwohnern (Stand 1. Januar 2022) im Département Aisne in der Region Hauts-de-France; sie gehört zum Arrondissement Laon und zum Kanton Laon-1. 

## Geographie
Hier entspringt das Flüsschen Rucher, das manchmal auch Buzelle genannt wird. Ganz im Südwesten entspringt auch der Bach Sart Labbé.
Nachbargemeinden sind Couvron-et-Aumencourt im Norden, Vivaise im Nordosten, Besny-et-Loizy im Osten, Cerny-lès-Bucy im Südosten, Bucy-lès-Cerny im Süden, Brie im Westen und Fourdrain im Nordwesten.

## Geschichte
1184 stellte der französische König Philippe Auguste dem Ort eine Gemeinde-Charta aus. Im Spätmittelalter und in der Frühen Neuzeit war Crépy oft umkämpft und wurde im Zuge des Hundertjährigen Krieges 1373 von den Engländern, 1418 von den Armagnaken und 1420 von Jean de la Clite auf Befehl des burgundischen Herzogs Philipps des Guten erobert. Während der Hugenottenkriege wurde der Ort 1568 von den Hugenotten eingenommen und 1590 von den katholischen Ligisten zurückerobert.
1544 wurde in Crépy-en-Laonnois ein Friedensvertrag zwischen dem französischen König Franz I. und dem römisch-deutschen Kaiser Karl V. geschlossen (→ Frieden von Crépy).

### Bevölkerungsentwicklung
| Jahr      | 1962 | 1968 | 1975 | 1982 | 1990 | 1999 | 2009 | 2016 |
| Einwohner | 1567 | 1534 | 1441 | 1543 | 1574 | 1710 | 1872 | 1869 |

## Sehenswürdigkeiten
- Kirche Notre-Dame (Monument historique 1921), 1544 Signatarort des Friedens von Crépy
- Kirche Saint-Pierre (ab 12. Jahrhundert, Monument historique 1921)
- Bois de l’Épine, Standort der Kanone Paris-Geschütz im Ersten Weltkrieg

## Persönlichkeiten
- Émile Dewoitine (1892–1979), Industrieller, geboren in Crépy
- Henri Milloux (1898–1980), Mathematiker, 1959 Mitglied der Académie des sciences